# فهرست مساجد جهان اسلام
این فهرست ناقصی از برخی مساجد مهم در جهان اسلام است.

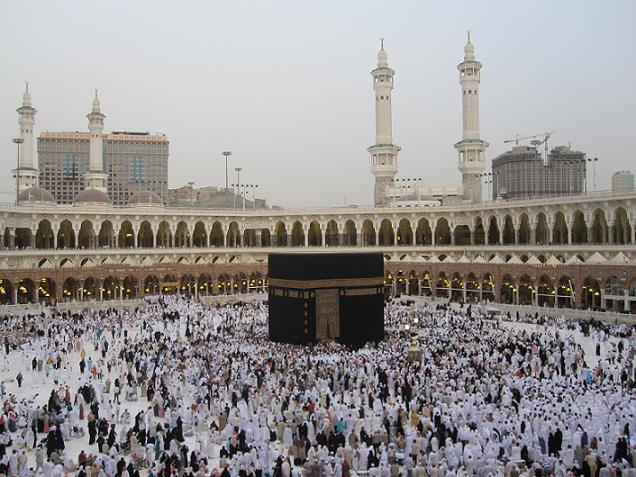
مسجد الحرام و مرکز آن کعبه، مکه.

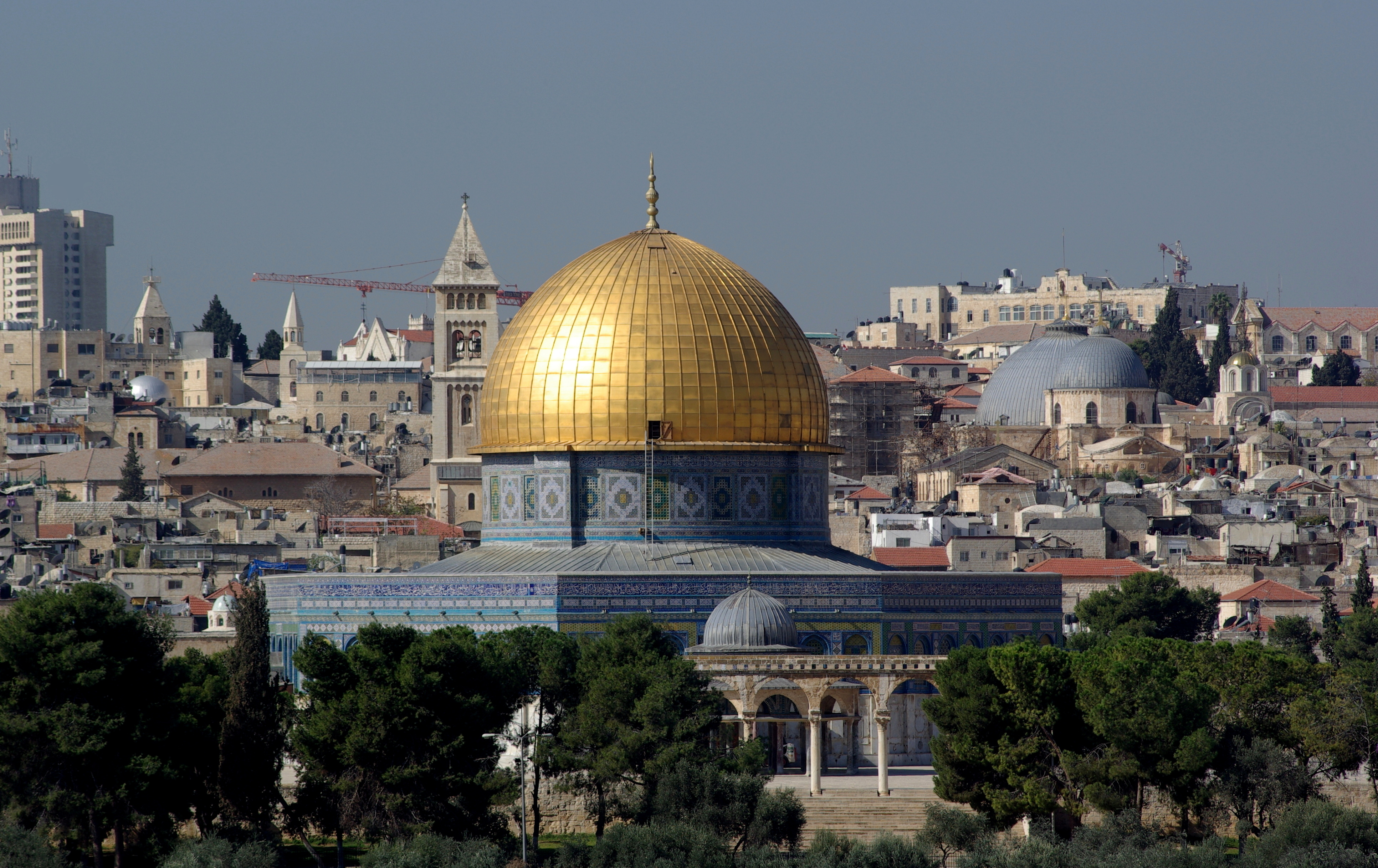
قبةالصخره، بیت‌المقدس.

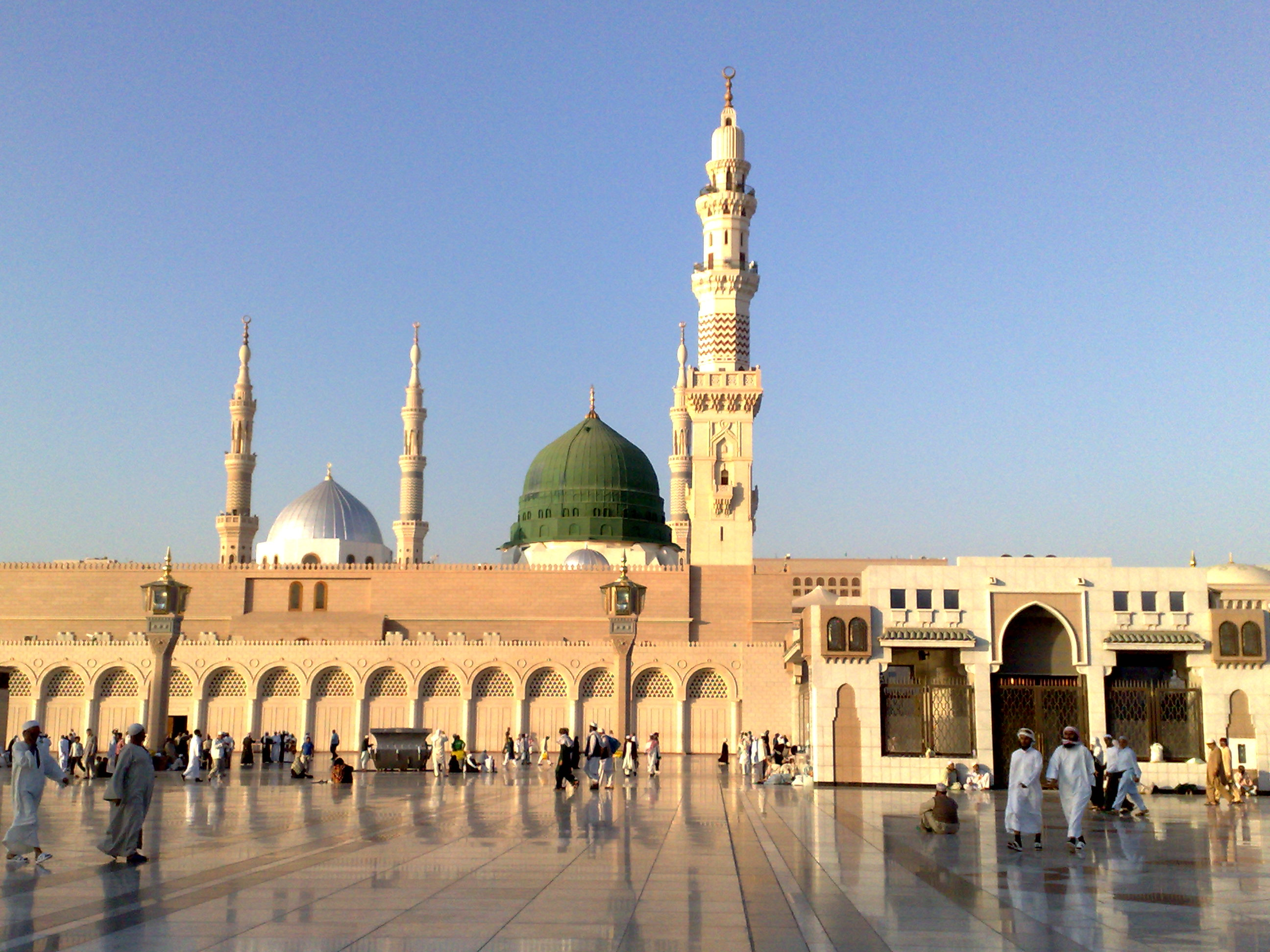
مسجد النبی، مدینه.

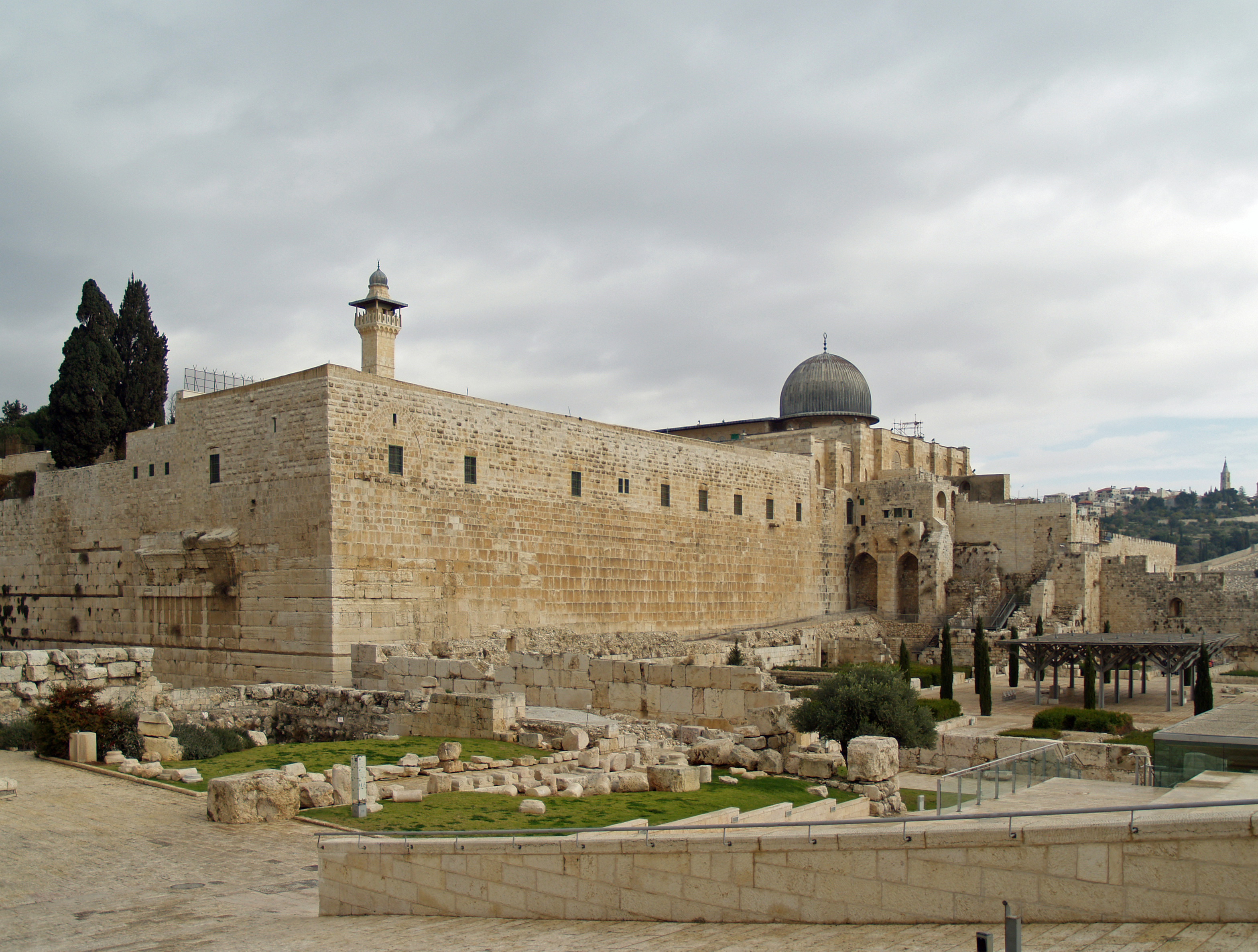
مسجدالاقصی، بیت‌المقدس.

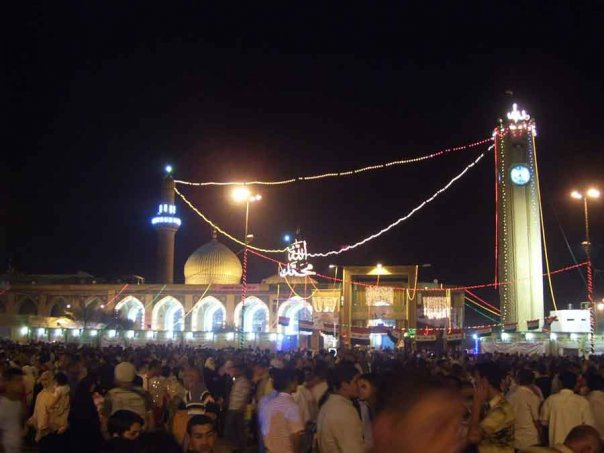
مسجد ابوحنیفه، اعظمیه، بغداد.

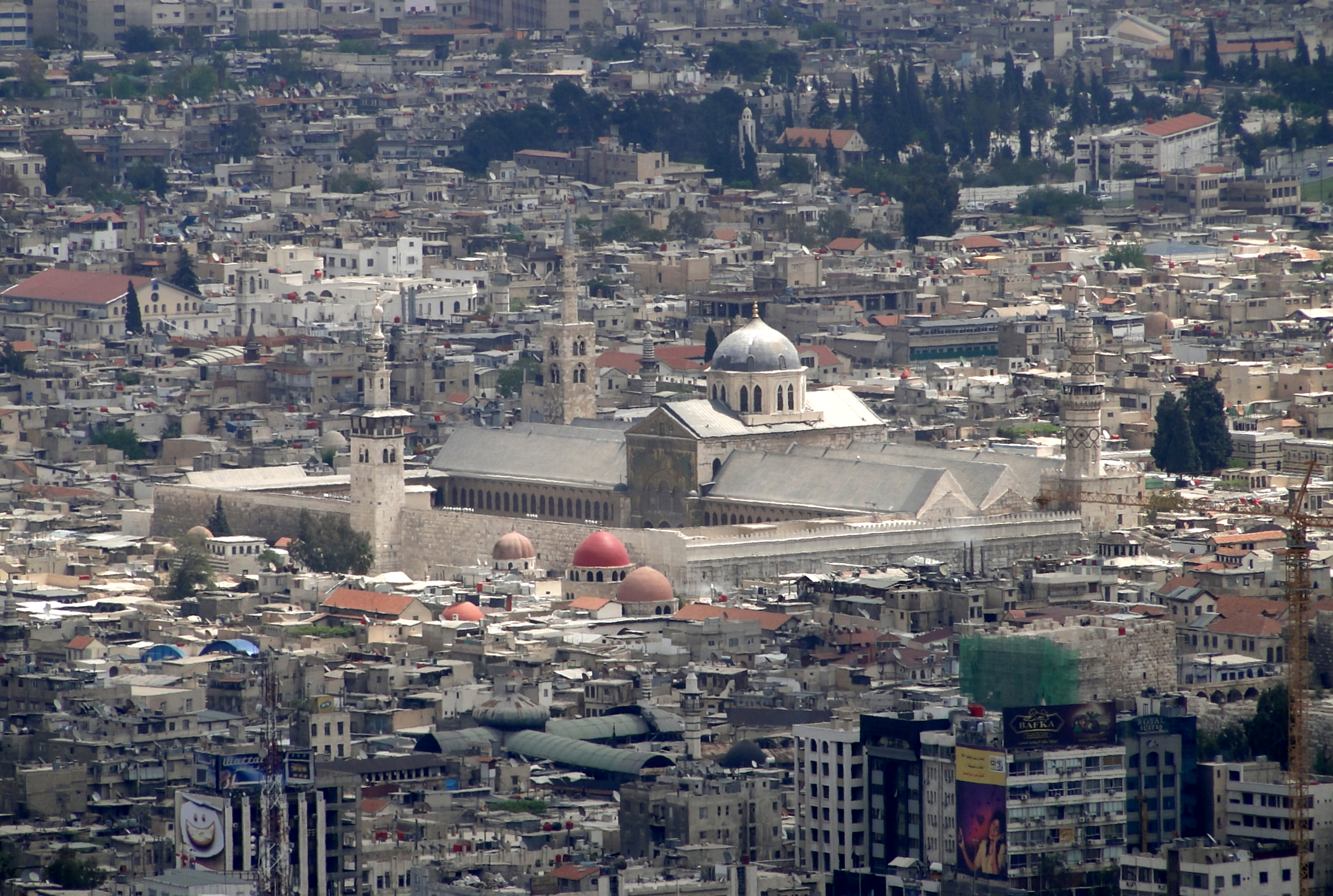
مسجد اموی دمشق، دمشق.

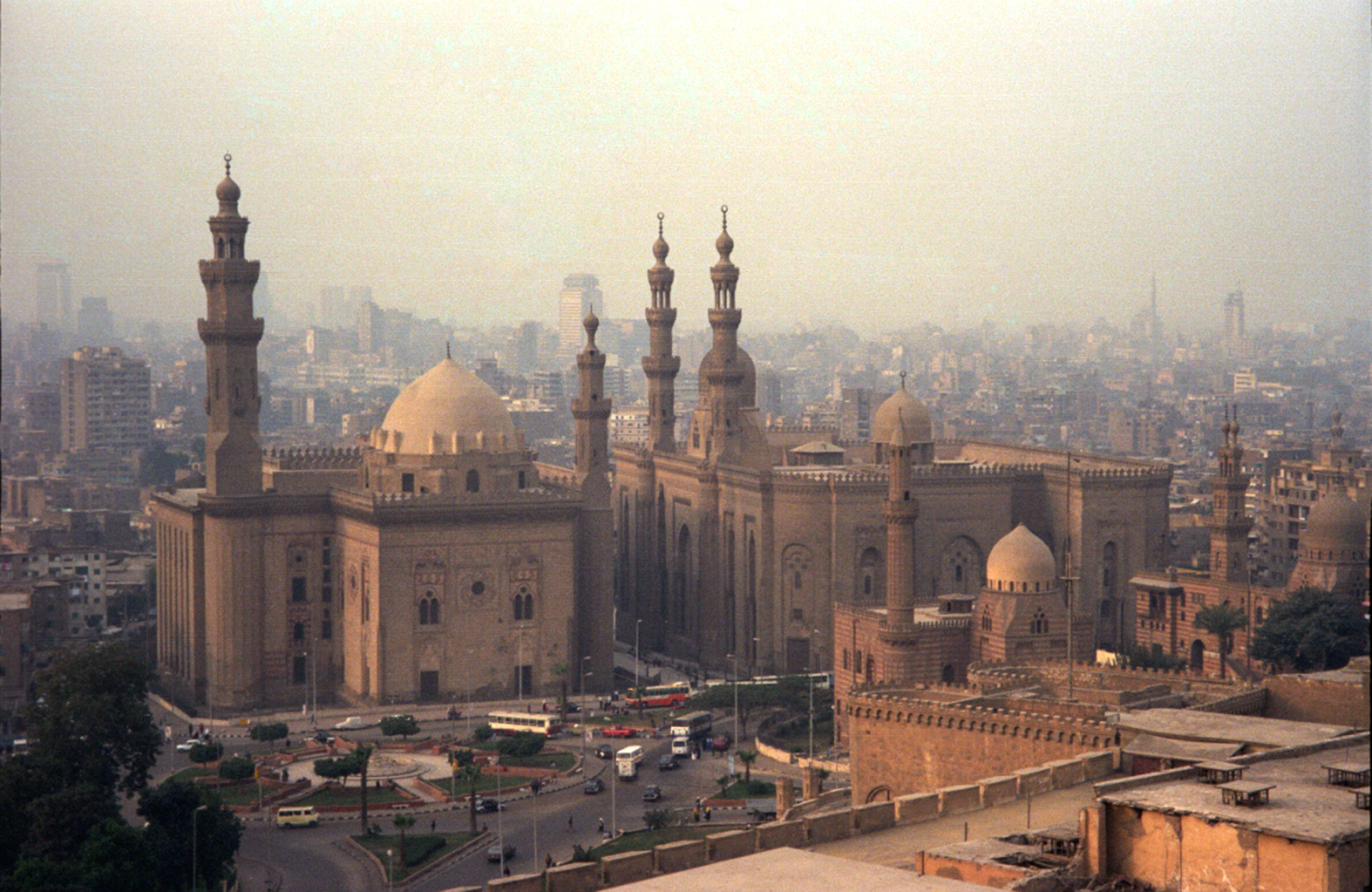
مسجد رفاعی، قاهره.

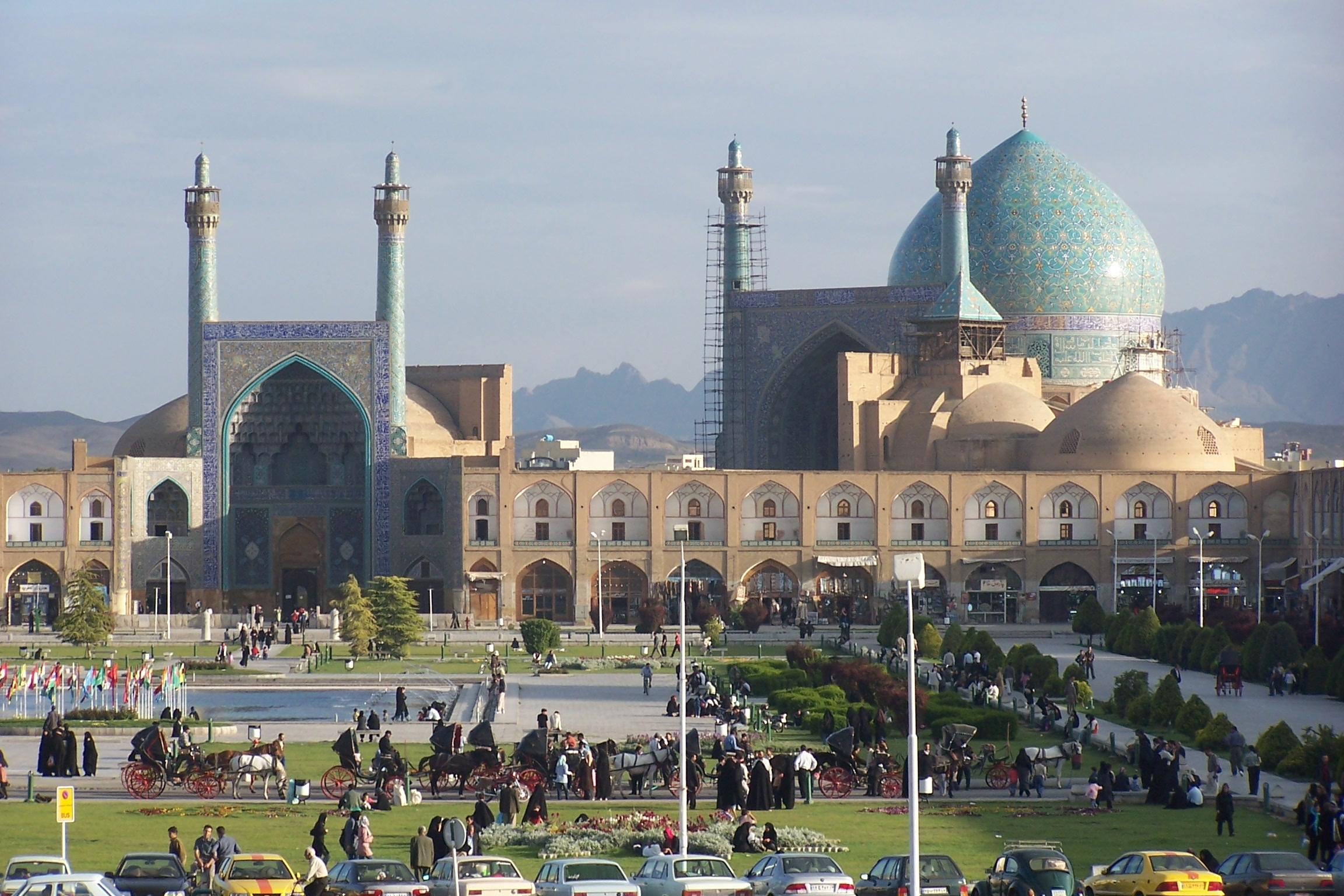
مسجد شاه، اصفهان.

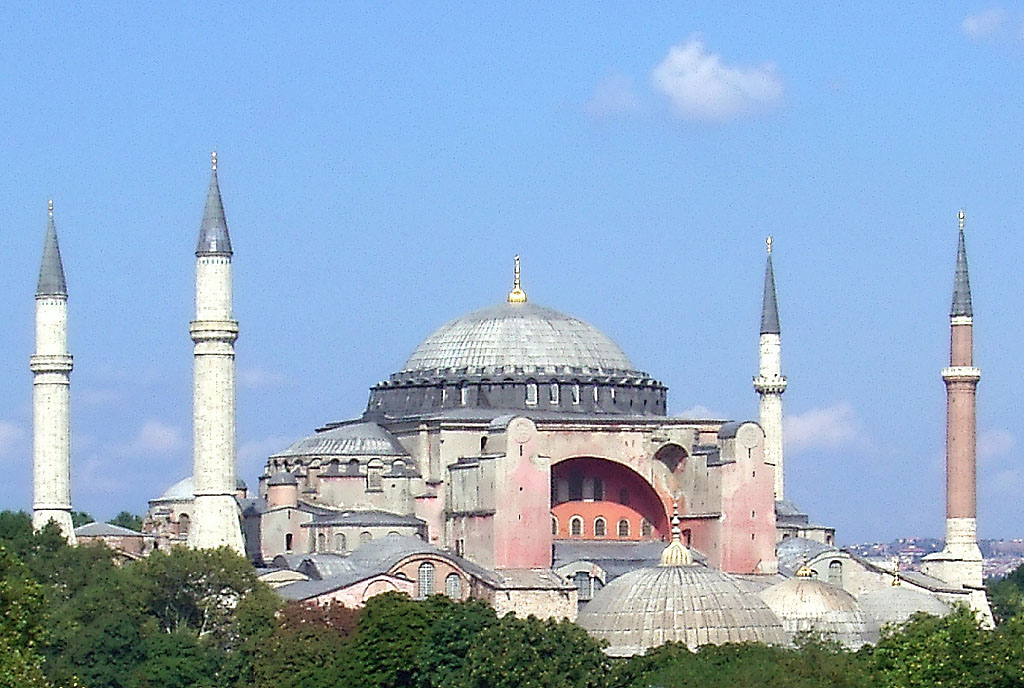
ایا صوفیا، استانبول.

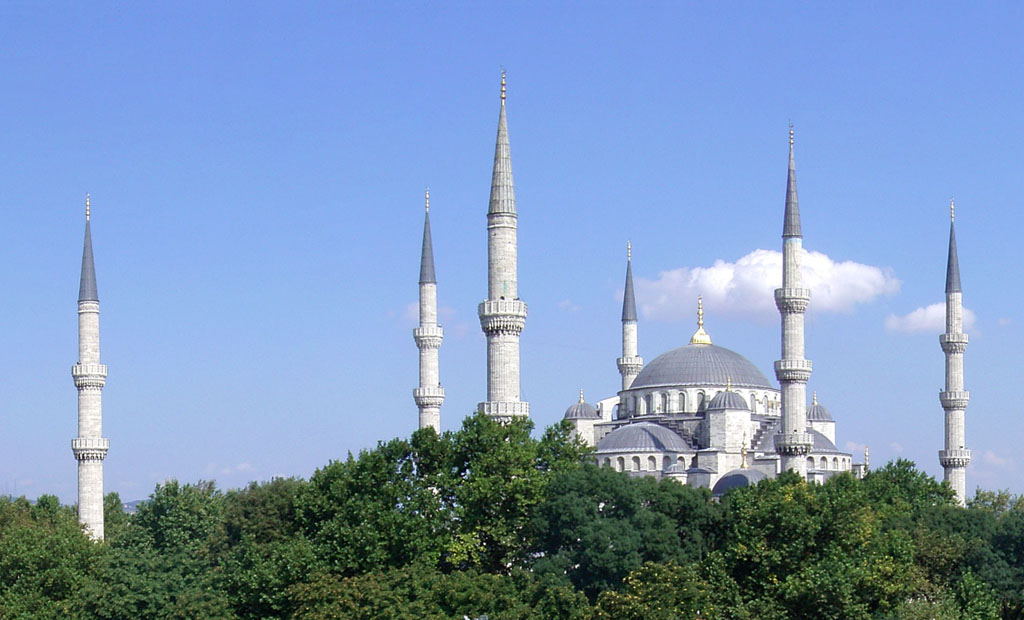
مسجد سلطان احمد، استانبول.

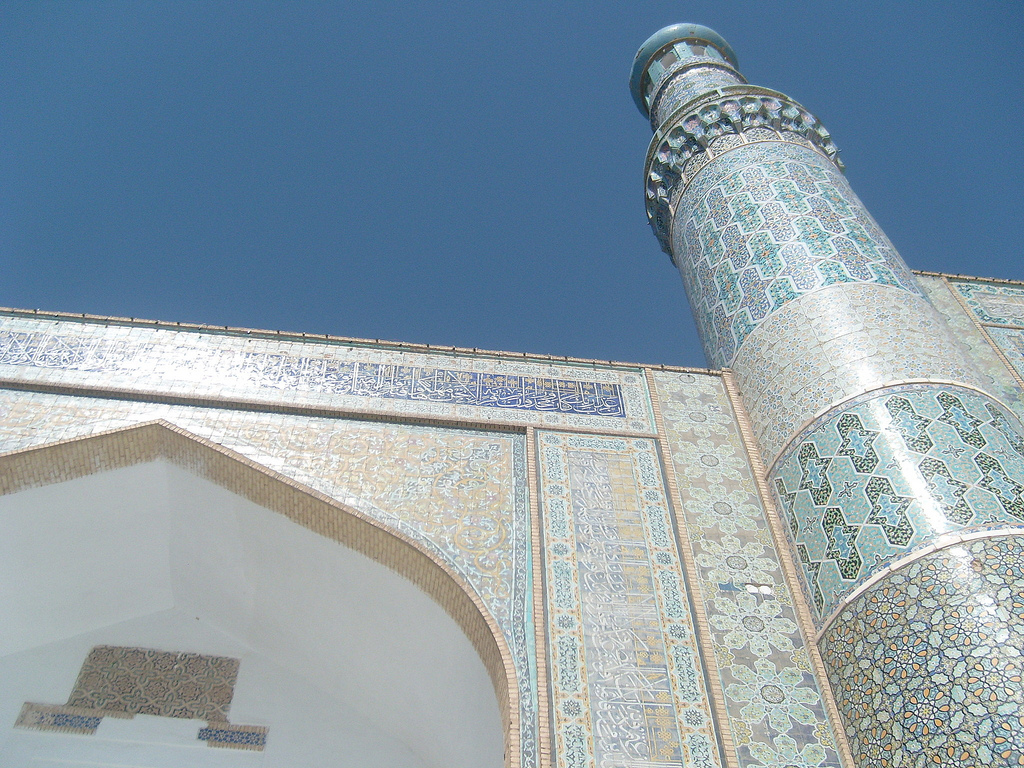
مسجد جامع هرات، هرات.

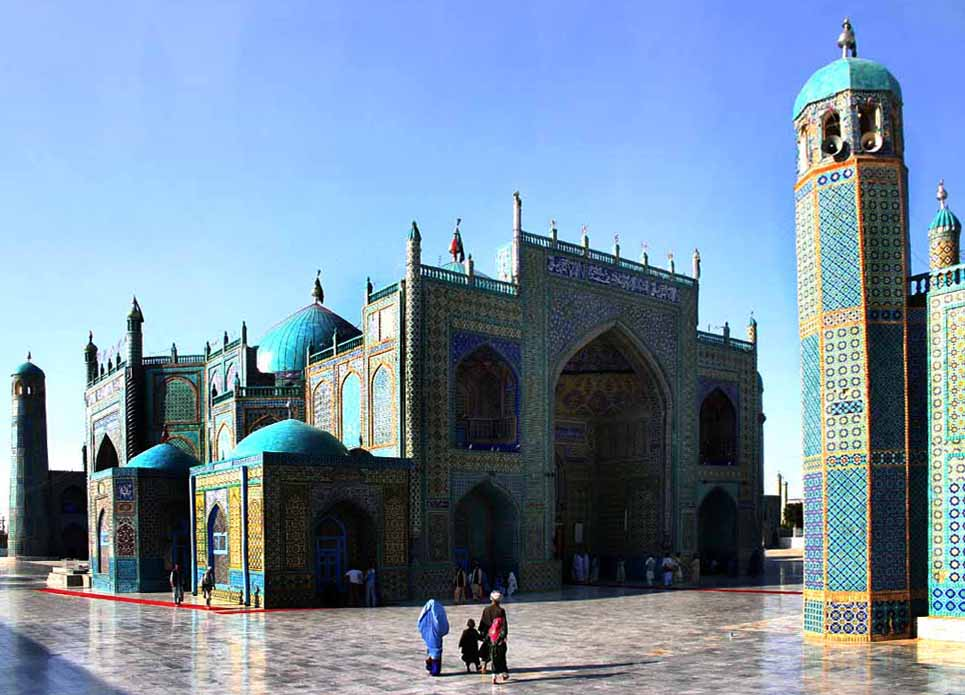
مسجد کبود، مزار شریف.

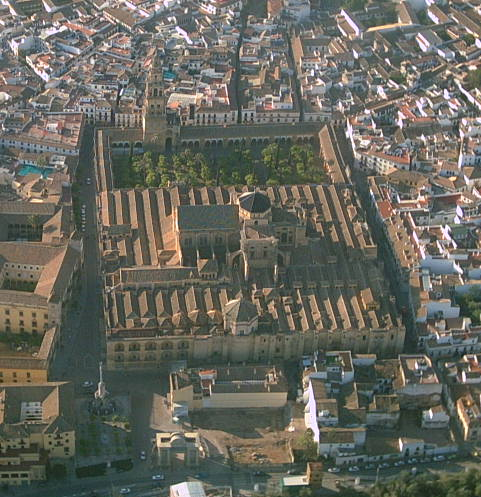
مسجد قرطبه، قرطبه.

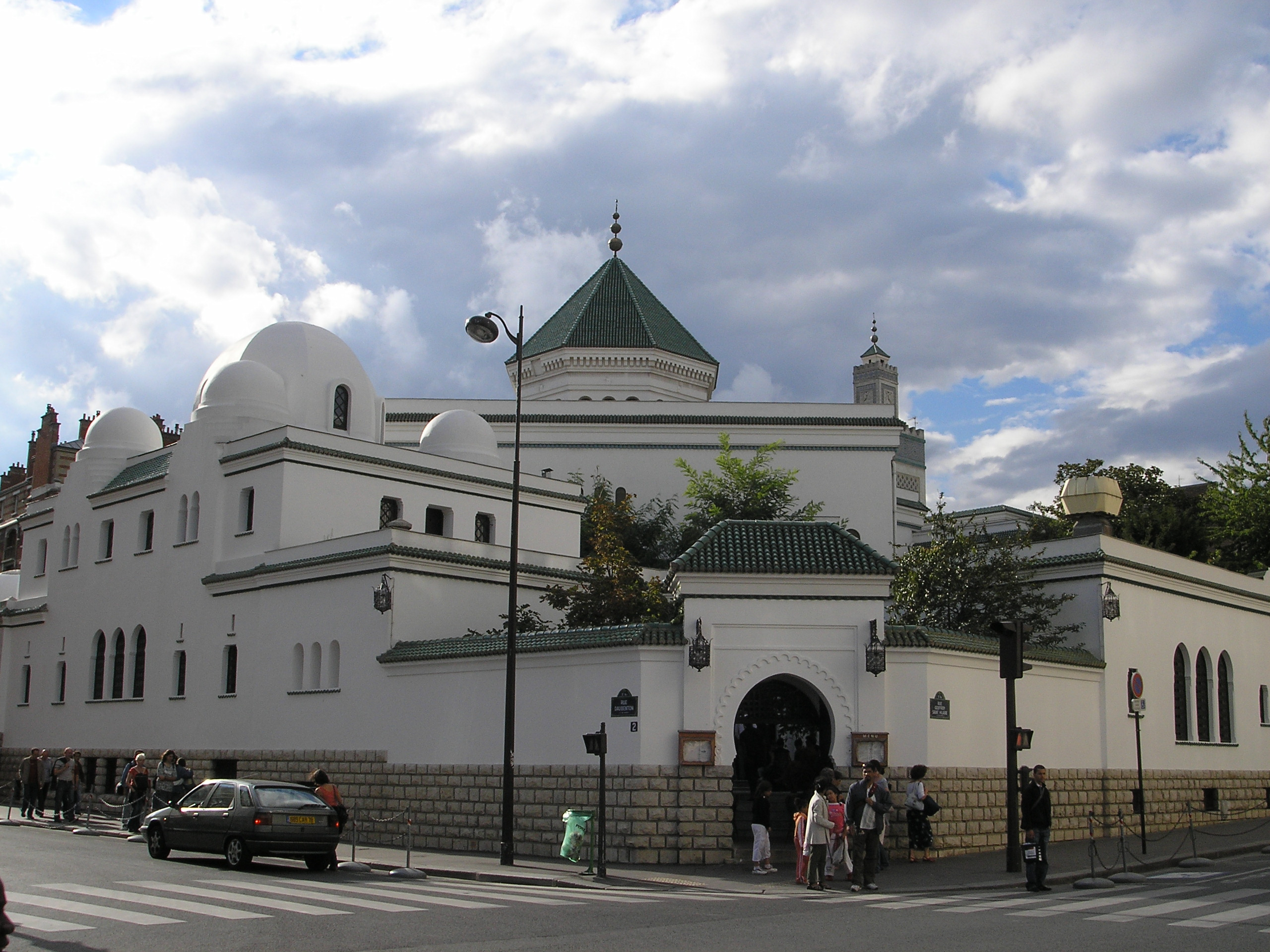
مسجد پاریس.

## فهرست

### عربستان سعودی
- مسجد الحرام
- مسجد النبی
- مسجد قبا

### عراق
- مسجد ابوحنیفه
- مسجد کوفه
- مسجد سهله
- مسجد کاظمین
- مسجد جامع سامرا

### سوریه
- مسجد نقطه
- مسجد اموی دمشق
- مسجد الاقصاب

### مصر
- مسجد جامع ناصر محمد بن قلاوون
- مسجد سلطان حسن
- مسجد عمرو بن عاص

### فلسطین
- مسجدالاقصی
- مسجد عمر
- قبةالصخره

### مغرب
- مسجد حسن دوم
- مسجد ابراهیم الابراهیم

### ایران
- مسجد جمکران
- مسجد جامع اصفهان
- مسجد سید اصفهان
- مسجد حکیم اصفهان
- مسجد جامع یزد
- مسجد جامع مکی زاهدان
- مسجد جامع بروجرد
- مسجد جامع قبله
- مسجد سلطانی بروجرد
- مسجد چوبفروشی
- مسجد عیدگاه
- مسجد کبود
- مسجد گذری
- مسجد جامع تبریز
- مسجد جامع اسیر
- مسجد جامع نیشابور
- مسجد جامع گوهرشاد
- مسجد شاه اصفهان
- مسجد جامع شهرکرد
- مسجد جامع شوشتر
- مسجد چوبی
- مسجد المهدی مهدیشهر

### ترکیه
- مسجد سلیمانیه
- مسجد مراد پاشا
- ایاصوفیه
- مسجد ایوب سلطان
- مسجد بایزید
- مسجد رستم پاشا
- مسجد سلطان احمد
- مسجد شاهزاده (استانبول)
- مسجد فاتح
- مسجد ینی والده
- مسجد جامع آدانا
- مسجد یاغ
- مسجد عیسی بیگ
- مسجد یشیل
- مسجد امیر سلطان

### افغانستان
- مسجد کبود مزارشریف
- مسجد جامع هرات
- مسجد نه‌گنبد
- آرامگاه و مسجد حاجی صاحب پایمنار
- مسجد گوهرشاد هرات

### مالزی
- مسجد نگارا

### آلبانی
- مسجد ادهم بیگ

### ارمنستان
- مسجد کبود (ایروان)

### امارات متحده عربی
- مسجد جمیرا
- مسجد شیخ زاید

### لبنان
- مسجد فخرالدین
- مسجد محمدالامین